# Oskar, Oskar
Oskar, Oskar er en svensk dramafilm fra 2009 skrevet og instrueret af Mats Arehn. I hovedrollerne ses blandt andre Björn Kjellman, Livia Millhagen og Anki Lidén.

## Handling
Oskar bor alene i en lejlighed i Stockholm. Femten år tidligere blev hans kone ramt og dræbt af en bil, der blev ført af en beruset politiker. Gerningsmanden blev aldrig dømt, og Oskar er endnu ikke kommet sig over sin kones død. Han beslutter sig for at tage sagen i egen hånd.

## Medvirkende (i udvalg)
- Björn Kjellman som Oskar
- Livia Millhagen som Sonja
- Anki Lidén som Ingrid
- Fredrik Ohlsson som Ekdahl
- Jonas Falk som Gustavsson
- Robert Jelinek som sikkerhedsvagt